# Puerto Hondo
Puerto Hondo City, ubicado al oeste de la ciudad de Guayaquil, es una comuna que se ubica junto a la carretera Guayaquil-Salinas de la parroquia Chongón.
Presidente de Puerto Hondo City 2023 - 2025 Luis Pérez Hermenejildo desde agosto de 2023 dejando la Presidencia el Abg. Silvestre Soriano.

## Historia
Es un sector muy conocido por la ciudadanía guayaquileña debido a su famoso balneario que está en una de las tantas ramificaciones que salen del estero Salado. En los últimos años fue intervenido por la autoridad municipal donde se le dotaron de servicios básicos como alcantarillado y vías asfaltadas además de la construcción de una planta de tratamiento de aguas servidas. También fue remodelado su balneario modernizando su infraestructura y construyendo junto a este un parque para de esa forma atraer más turistas. La Iglesia de Puerto Hondo se reconstruyó cuando se intervino en la población.
Muy cerca de este sector se ubica un pequeño puerto Internacional que es uno de los 13 que tiene la ciudad, contribuyendo a la actividad económica.